# Trent Jewett
Phillip Trent Jewett (né le 3 mars 1964 à Dallas, Texas, États-Unis) est un instructeur de baseball. 
Depuis 1992, il a été gérant de nombreuses équipes des ligues mineures de baseball ainsi qu'instructeur pour trois clubs des Ligues majeures de baseball.
 

## Carrière

### Pirates de Pittsburgh
Joueur de baseball évoluant à la position de receveur, Trent Jewett évolue dans les ligues mineures pour des clubs affiliés aux Pirates de Pittsburgh de 1987 à 1990, atteignant le Double-A.
Jewett est manager en ligues mineures pendant 17 ans, dont 15 dans l'organisation des Pirates. Il dirige les équipes suivantes :
- 1992 : Pirates de Welland (A-saison courte) de la New York - Penn League
- 1993 : Pirates d'Augusta (A) de la South Atlantic League
- 1994 : Buccaneers de Salem (A+) de la Ligue de la Caroline
- 1995 : Mudcats de la Caroline (AA) de la Southern League
- 1996-1997 : Cannons de Calgary (AAA) de la Ligue de la côte du Pacifique
- 1998-2000, 2003-2004 : Nashville Sounds (AAA) de la Ligue de la côte du Pacifique
- 2005-2008 : Indians d'Indianapolis (AAA) de la Ligue internationale

Durant la saison 2000, alors qu'il dirige le club de Nashville, Jewett est promu aux Ligues majeures de baseball pour la première fois et est instructeur au troisième but des Pirates de Pittsburgh jusqu'à la fin de la saison 2002.

### Nationals de Washington
Jewett rejoint en 2009 l'organisation des Nationals de Washington et accepte le poste de gérant de leur club de niveau A+, les Nationals de Potomac de la Ligue de la Caroline. En 2010, il est de retour dans la Ligue internationale et dirige les destinées du club-école AAA des Nationals, les Chiefs de Syracuse.
En 2011, Jewett est l'un des instructeurs à Washington parmi le personnel qui entoure le gérant Jim Riggleman. Lorsque celui-ci quitte en cours de saison à la suite d'un différend avec ses patrons, une réorganisation suit, Davey Johnson prend les commandes de l'équipe et Trent Jewett est nommé le 1er juillet instructeur au premier but[réf. souhaitée]. En 2013, il passe instructeur au troisième but remplaçant Bo Porter, qui a accepté un poste chez les Astros de Houston.

### Mariners de Seattle
En novembre 2013, Jewett quitte les Nationals et devient l'instructeur de banc des Mariners de Seattle aux côtés du nouveau gérant Lloyd McClendon. Le 9 octobre 2015, Jewett et plusieurs instructeurs perdent leur emploi dans la foulée du congédiement du gérant Lloyd McClendon.